# Œ̈
Cette page contient des caractères spéciaux ou non latins. S’ils s’affichent mal (▯, ?, etc.), consultez la page d’aide Unicode.
Œ̈ (minuscule : œ̈), appelé E dans l’O tréma, est un graphème utilisé comme lettre latine additionnelle dans la romanisation Nouvelle-France du cantonais. Elle est formée de la lettre Œ diacritée d’un tréma suscrit. 

## Représentations informatiques
Le Œ tréma peut être représenté avec les caractères Unicode suivants :
- décomposé (latin de base, diacritiques)[1],[2] :

| Formes    | Représentations | Chaînes de caractères | Points de code | Descriptions                                 |
| --------- | --------------- | --------------------- | -------------- | -------------------------------------------- |
| capitale  | Œ̈               | Œ◌̈                    | U+0152 U+0308  | lettre majuscule latine oe diacritique tréma |
| minuscule | œ̈               | œ◌̈                    | U+0153 U+0308  | lettre minuscule latine oe diacritique tréma |